# Shake It
Shake It è un brano musicale di Masami Okui scritto dalla stessa Okui, e pubblicato come singolo il 24 gennaio 1996 dalla Starchild. Il singolo è arrivato all'ottantunesima posizione nella classifica settimanale Oricon dei singoli più venduti, vendendo 4 000 copie. Shake It è stato utilizzato come image song della serie OAV Soreyuke! Uchuu Senkan Yamamoto Yohko.

## Tracce
CD singolo KIDA-126
1. Shake it - 4:57
2. Lonely soul- 5:03
3. Shake it (off vocal version) - 4:57
4. Lonely soul (off vocal version) - 5:03

Durata totale: 20:00

## Classifiche
| Classifica (1996)                        | Posizione più alta |
| ---------------------------------------- | ------------------ |
| Giappone (Classifica settimanale Oricon) | 81                 |